# Beth Blacklock
Pour les articles homonymes, voir Blacklock.
Pas d'image ? Cliquez ici

a Compétitions nationales et continentales officielles uniquement.

b Matchs officiels uniquement.
Dernière mise à jour le 31 mai 2025.
Beth Blacklock, née le 13 novembre 1997 à Colchester (Angleterre), est une joueuse internationale écossaise d'origine anglaise de rugby à XV évoluant au poste de centre.

## Biographie
Beth Blacklock naît le 13 novembre 1997 à Colchester en Angleterre.
En 2023, elle joue au club des Saracens.
À l'automne 2023, elle remporte avec l'équipe d’Écosse la première édition du WXV, dans la deuxième poule qui concoure en Afrique du Sud.

## Palmarès
- Vainqueur du WXV 2 en 2023.